# Gulácsy Antal
Gulácsy Antal, névváltozat: Gulátsi (Álmosd, 1767 – Álmosd, 1824) színházbérlő, mecénás, nevét Gulácsinak is írják.
Álmosdi földbirtokos, táblabíró aki 1810 novemberétől 1814 februárjáig évi 300 rhénes forintért bérelte a debreceni színházat. Földbirtokának jövedelmeit vállalkozására fordította, így a társulat könyvtárát és szcenikai készleteit is saját költségén egészítette ki, hogy a debreceni színházat függetlenítse a kolozsváritól.
Rokonától Kazinczy Ferenctől is kért darabokat Debrecen számára, Kazinczy pedig ezzel fordult Gulácsyhoz: ne hízelkedjék a’ tanúlatlanok ízléseknek, ’s csak jó darabokat játszattasson, és soha ne eggyet is elébb míg a’ dramai darabok Irójinak vagy Fordítójinak vétkeiktől az eljátszandó darabot a’ mi Szemerénk a’ grammaticalis vétkektől megtisztítandja.
1811-ben  a nyári játszóhely leégett, ennek helyébe ideiglenesnek szánt színházat alakított ki a „Vargaszínben”, és ez 1835-ig működött.
1815-ben tervezetett készített  – valószínűleg a Kállay-család számára – egy szabolcs-szatmári, Nagykároly és Nagykálló központtal működő, „közép rendű” színtársulat felállítására és állandósítására, de ez a javaslata nem valósult meg.